# Teenage Mutant Ninja Turtles III: Radical Rescue
Teenage Mutant Ninja Turtles III: Radical Rescue är ett Game Boy-spel utvecklat och publicerat av Konami, och släppt i november 1993. Spelet är baserat på serien Teenage Mutant Ninja Turtles, och uppföljare till spelen Fall of the Foot Clan och Back from the Sewers.

## Handling
Spelaren styr till en början Michelangelo, som måste rädda de andra sköldpaddorna, samt Splinter och April O'Neil, vilka blivit tillfångatagna av Shredder. Till skillnad från de andra spelen är detta ett scrollande actionäventyrsspel med influenser från spel som Metroid och Castlevania: Symphony of the Night. Varje sköldpadda har olika egenskaper, vilka behövs för att avsluta spelet. Michelangelo kan glida nedåt med sina nunchakus,, Leonardo kan hugga i marken med sina katanas, Raphael kan gömma sig i skalet för att komma ienom smala, trånga passager, och Donatello kan använda sin bo-stavför att ta sig upp på väggar och klättra där.
Bossarna är Scratch, Dirtbag, en Triceraton, Scale Tail och Shredder (i detta spelet kallad Cyber-Shredder).

### Fotnoter
1. ↑  ”Teenage Mutant Ninja Turtles III: Radical Rescue (Game Boy)” (på engelska). Mobygames. 26 mars 1993. http://www.mobygames.com/game/gameboy/teenage-mutant-ninja-turtles-iii-radical-rescue. Läst 1 december 2015.